# Irupce
Irupce je masové nepravidelné vystěhování živočichů jednoho druhu.
Irupce probíhá z oblasti přemnožení, kde je nedostatek potravy, do oblastí s nízkou početností druhu, či dokonce mimo jeho stávající areál.